# مارك داكاسكوس
مارك داكاسكوس (بالإنجليزية: Mark Dacascos)، من مواليد 26 فبراير 1964م، وهو ممثل سينمائي أمريكي ومؤلف ومجيد للفنون القتالية، شارك في عدة أفلام ومنها فيلم درايف ودابل دراغون.